# Хосоно, Хидэо
Хидэо Хосоно (род. 7 сентября 1953, Кавагоэ, Япония) — японский физик, материаловед, наиболее известный открытием сверхпроводников на основе железа. Профессор Токийский университет науки, иностранный член Лондонского королевского общества (2017).
Окончил Токийский столичный университет (1977), там же получил докторскую степень в 1982 году. С того же года преподавал в Нагойском технологическом институте. В 1988—1989 гг. фелло-постдок в Университете Вандербильта. С 1997 года профессор (полный с 1999 года) Токийского технологического института.

## Карьера и исследования
Хосоно является пионером в разработке прозрачных оксидных полупроводников: он предложил концепцию дизайна материала для прозрачного аморфного оксидного полупроводника (TAOS) с большой подвижностью электронов, продемонстрировал превосходные характеристики тонкоплёночных транзисторов TAOS для дисплеев следующего поколения и успешно преобразовал компонент цемента 12CaO · 7Al2O3 в прозрачный полупроводник, металл и, возможно, сверхпроводники
.

### Награды и отличия
- 1991 — Otto-Schott Research Award, Германия
- 1994 — W. H. Zachariasen Award
- 1997 — Ichimura Scientific Award
- 2001 — Inoue Scientific Award
- 2009 — Fujiwara Prize
- 2009 — Bernd T. Matthias Prize[англ.]
- 2010 — Премия Асахи
- 2011 — Jan Rajchman Prize
- 2012 — Nishina Memorial Prize[англ.]
- 2013 — Honda Memorial Prize
- 2013 — Thomson Reuters Citation Laureate
- 2015 — Премия Японской академии наук & Императорская премия Японской академии наук
- 2015 — Премия Джеймса Макгруди за исследования в области новых материалов Американского физического общества
- 2016 — Премия Японии[5]

Награждён Медалью с пурпурной лентой (2009).

### Публикации
Ниже приведён список 10 самых популярных публикаций Хосоно, упорядоченный по количеству упоминаний согласно Web of Science:
- Kamihara, Y.; Watanabe, T.; Hirano, M.; Hosono, H. Iron-Based Layered Superconductor La[O1−xFxFeAs (x = 0.05–0.12) with Tc= 26 K] (англ.) // Journal of the American Chemical Society[англ.] : journal. — 2008. — Vol. 130, no. 11. — P. 3296—3297. — doi:10.1021/ja800073m. — PMID 18293989.
- Nomura, K.; Ohta, H.; Takagi, A.; Kamiya, T.; Hirano, M.; Hosono, H. Room-temperature fabrication of transparent flexible thin-film transistors using amorphous oxide semiconductors (англ.) // Nature : journal. — 2004. — Vol. 432, no. 7016. — P. 488—492. — doi:10.1038/nature03090. — Bibcode: 2004Natur.432..488N. — PMID 15565150.
- Kawazoe, H.; Yasukawa, M.; Hyodo, H.; Kurita, M.; Yanagi, H.; Hosono, H. P-type electrical conduction in transparent thin films of CuAlO2 (англ.) // Nature : journal. — 1997. — Vol. 389, no. 6654. — P. 939. — doi:10.1038/40087. — Bibcode: 1997Natur.389..939K.
- K; Nomura; Ohta, H; Ueda, K; Kamiya, T; Hirano, M; Hosono, H. Thin-film transistor fabricated in single-crystalline transparent oxide semiconductor (англ.) // Science : journal. — 2003. — Vol. 300, no. 5623. — P. 1269—1272. — doi:10.1126/science.1083212. — Bibcode: 2003Sci...300.1269N. — PMID 12764192. — JSTOR 3834084.
- Takahashi, H.; Igawa, K.; Arii, K.; Kamihara, Y.; Hirano, M.; Hosono, H. Superconductivity at 43 K in an iron-based layered compound LaO1−xFxFeAs (англ.) // Nature : journal. — 2008. — Vol. 453, no. 7193. — P. 376—378. — doi:10.1038/nature06972. — Bibcode: 2008Natur.453..376T. — PMID 18432191.
- Kamiya, Toshio; Nomura, Kenji; Hosono, Hideo. Present status of amorphous In–Ga–Zn–O thin-film transistors (англ.) // Science and Technology of Advanced Materials : journal. — 2016. — Vol. 11, no. 4. — P. 044305. — doi:10.1088/1468-6996/11/4/044305. — Bibcode: 2010STAdM..11d4305K. — PMID 27877346. — PMC 5090337.
- Kamihara, Yoichi; Hiramatsu, Hidenori; Hirano, Masahiro; Kawamura, Ryuto; Yanagi, Hiroshi; Kamiya, Toshio; Hosono, Hideo. Iron-Based Layered Superconductor:  LaOFeP (англ.) // Journal of the American Chemical Society[англ.] : journal. — 2006. — Vol. 128, no. 31. — P. 10012—10013. — doi:10.1021/ja063355c. — PMID 16881620.
- Yabuta, Hisato; Sano, Masafumi; Abe, Katsumi; Aiba, Toshiaki; Den, Tohru; Kumomi, Hideya; Nomura, Kenji; Kamiya, Toshio; Hosono, Hideo. High-mobility thin-film transistor with amorphous InGaZnO4 channel fabricated by room temperature rf-magnetron sputtering (англ.) // Applied Physics Letters : journal. — 2006. — Vol. 89, no. 11. — P. 112123. — doi:10.1063/1.2353811. — Bibcode: 2006ApPhL..89k2123Y.
- Ohta, H.; Kim, S.; Mune, Y.; Mizoguchi, T.; Nomura, K.; Ohta, S.; Nomura, T.; Nakanishi, Y.; Ikuhara, Y.; Hirano, M.; Hosono, H.; Koumoto, K. Giant thermoelectric Seebeck coefficient of two-dimensional electron gas in SrTiO3 (англ.) // Nature Materials : journal. — 2007. — Vol. 6, no. 2. — P. 129—134. — doi:10.1038/nmat1821. — Bibcode: 2007NatMa...6..129O. — PMID 17237790.
- Ishida, Kenji; Nakai, Yusuke; Hosono, Hideo. To What Extent Iron-Pnictide New Superconductors Have Been Clarified: A Progress Report (англ.) // Journal of the Physical Society of Japan[англ.] : journal. — 2009. — Vol. 78, no. 6. — P. 062001. — doi:10.1143/JPSJ.78.062001. — Bibcode: 2009JPSJ...78f2001I. — arXiv:0906.2045.